# Кетов, Николай Михайлович
Николай Михайлович Кетов (1877, Шадринск, Пермская губерния — 4 апреля 1920, Новониколаевск) — новониколаевский предприниматель и политический деятель.

## Биография
Николай Кетов родился в 1877 или 1878 году в мещанской семье в Шадринске Шадринского уезда Пермской губернии.
Окончил приходскую школу. В восемь лет стал сиротой, после чего выполнял различную работу: трудился на торфянике, занимался колкой дров.
В 1896 году переехал в Новониколаевский посёлок, где начал работать приказчиком в магазинах. Затем на скопленные деньги открыл собственную пряничную мастерскую с несколькими работниками.
В 21 год призван на военную службу в Русскую императорскую армию, однако вскоре, возможно по состоянию здоровья, демобилизован. Вернувшись в Новониколаевск, открыл лавку.
Среди торговых служащих Кетова был революционный деятель Иван Ильич Шеин:

Осенью 1904 года в поисках более благоприятных условий труда я переехал с Урала в  Ново-Николаевск и поступил на работу в торговую фирму Кетова, магазин которого был расположен на старой площади около собора.
В 1908 году открыл магазин на Николаевском проспекте, при нём также заработала фабрика по изготовлению карамели, кофе, пряников и т. д., которая разместилась в здании с конюшней и тремя складскими помещениями на Гудимовской улице. Данный магазин принадлежал Кетову до февраля 1917 года.
В 1910 году предприниматель учредил Торговый дом «Н. М. Кетов и К°» с капиталом 65 000 рублей, продававший бакалейные, скобяные и галантерейные изделия. В числе товаров были эмалированная посуда, клеёнка, чай, махорка. Кроме того, фирма торговала венской мебелью, пианино и роялями C. M. Schroder. Учредителями также были П. М. Кетова и С. К. Долгих.
В городе Кетов был хорошо известным человеком, ему принадлежали шесть домов: на Гудимовской, Колыванской, Иркутской улицах и Николаевском проспекте. Он избирался гласным городской думы второго (февраль 1913 года – ноябрь 1917 года) и третьего (ноябрь 1917 — ноябрь 1919 года) созывов, занимал должность заместителя председателя Биржевого комитета, участвовал в создании табачного товарищества «Белдин и К°», а в 1915 году — кожевенного товарищества. Был членом-учредителем газеты «Русская речь» и основанной в 1918 году типографии «Новониколаевский печатник».
В сентябре 1917 года отправляется на фронт, но уже через два месяца уходит со службы в связи с приказом о демобилизации 40-летних.
В декабре 1917 года при Совете крестьянских депутатов создал общество «Труженик», а с 14 июля этого года возобновил работу Торгового дома «Н. М. Кетов и К°», количество пайщиков которого достигло 14 человек.
25 января 1920 года арестован в собственном доме на улице Гудимовской, 66. При аресте у Кетова были конфискованы деньги, принадлежавшие Торговому дому — более миллиона рублей. Одной из основных причин для ареста стала служба в колчаковской армии в 1919 году — он был квартирьером и снабженцем, и, кроме того, неоднократно делал пожертвования «на больных солдат». Например, в 1919 году Кетов передал в военный госпиталь 100 000 рублей.
29 января 1920 года приговорён Томской губЧК к заключению «в концентрационный лагерь до окончания гражданской войны», однако уже 23 февраля заболел возвратным тифом.
Николай Михайлович Кетов умер 4 апреля 1920 года в тюремной камере в Новониколаевске.
Реабилитирован 29 октября 2002 года.